# نورية قصدرلي
نورية قصدرلي (اسمها الحقيقي خديجة بن عايدة) (مواليد مدينة تيارت 1921 - 9 أغسطس 2020) هي ممثلة مسرحية جزائرية. هي إحدى الشخصيات الشهيرة في المسرح والشاشة الجزائرية الصغيرة. وحاصلة على وسام الاستحقاق الوطني في عام 2017. غالبًا ما جسدت دور ربة بيت جزائرية نموذجية بطبيعتها البسيطة وتقاليدها الأبوية.
عملت في أكثر من 200 مسرحية و 160 فيلمًا تلفزيونيًا و 4 أفلام روائية.

## سيرة
في سن الرابعة عشر انتقلت للعيش رفقة أختها من أبيها في مدينة مستغانم. وبعد بضع سنوات ارتبطت بالمسرحي مصطفى قصدرلي وهي في سن 19 عاما. ثم انتقلا للعيش في العاصمة واشتغلت خياطة، بينما كان زوجها “قزدرلي” ممثلا وقتها ويقوم بتنشيط جولات فنية رفقة عبد الرحمن عزيز، بوعلام رايس” ومصطفى بديع في مختلف أنحاء الوطن بإمكانيات بسيطة بل تكاد تكون منعدمة.

## بدايات
انطلقت قصتها مع الفن بالصدفة عندما طالب منها زوجها ورفاقه إعارتهم مبلغ من المال كانت تخبئه من مهنتها كخياطة فوافقت بشرط أن ترافقهم في الجولة للفرجة فقط. لكنهم في طريقهم بين سطيف وقسنطينة اكتشف الفريق غياب الممثلة التي كانت ستقوم بأحد الأدوار فعوضتها نورية التي لعبت أول أدوارها “دور المتسولة”، أمام عبد الرحمان عزيز في عام 1945، وهنا بدأت حكايتها مع الفن. وتقول خديجة إنّ “مصطفى بديع” و”بوعلام رايس” هما من أطلقا عليها اسم “نورية”.
لعبت “نورية” أولى أدوارها رفقة “عبد الرحمان عزيز” عام 1945 رغم معارضة زوجها للفكرة. وكان أكثر شخص شجّعها هو “مصطفى بديع” الذي أسهم في عودتها إلى التمثيل بعدما توقفت لفترة بسبب اصرار زوجها عليها لتترك العمل، قبل أن يظهرا معا على خشبة “أوبرا الجزائر” (المسرح الوطني حاليا).
كان محي الدين بشطارزي يبحث عن ممثلة تقوم بدور امرأة بدوية تتكلم باللهجة الوهرانية، فرشحها “مصطفى بديع” للدور، وعندما دخلت نورية على بشطارزي نظر إليها وقال لعبد الرحمان عزيز: “طلبت منك بدوية، ماشي ماريكانية يا سي عزيز”، فردّت ضاحكة: “أنا بدوية”، وقامت بالدور أمام الفنانتين “كلثوم”، “لطيفة” و”حبيب رضا”.

## الأعمال
مثّلت نورية إلى جانب “وهيبة زكال”، “هجيرة بالي”، “فريدة صابونجي”، “شافية بوذراع”، “رويشد” و”حسن الحسني”، هذا الأخير مثّلت معه في خمسينات القرن الماضي، وكانت له معها جولة في فرنسا، أما “مصطفى بديع” فقدّمت معه عدة تمثيليات إذاعية. قدّمت نورية خمسة أعمال للسينما، فضلا عن 170 عملا تلفزيونياً وتعاملت مع أغلب المخرجين بينهم “بن عمر بختي”، “موسى حداد”، “الحاج رحيم” وآخرون كانوا كلهم يحبون العمل معها،
عاشت في كنف عائلتها وكانت مستمعة وفية لبرامج الإذاعة والتلفزيون بشكل يومي.
إلى جانب تألقها فوق الخشبة التي منحتها أزيد من 200 مسرحية، لنورية أيضا رصيد تلفزيوني وسينمائي وصل إلى 170 عمل تلفزيونياً وخمسة أعمال للسينما، حيث تعاملت مع أغلب المخرجين في الجزائر أمثال بن عمر بختي وموسى حداد والحاج رحيم. من بين أعمالها “خذ ما أعطاك الله” عام 1981، و”الليل يخاف من الشمس” عام 1964 و«أبناء القصبة» عام 1963. ومن أعمالها التلفزيونية مسلسل «المصير» عام 1989 وسكاتشات «العروسة والعجوزة» و«هي وهو» و«خالتي حنيفة في رمضان».
نورية لم تدخل مدرسة لكنها تحوّلت إلى مدرسة في التمثيل ساهمت إلى جانب كلثوم في تغيير نظرة المخرجين إلى عمل المرأة بالمسرح، حيث كانت الأدوار النسائية من قبل تسند للرجال، فقد أعطى انضمامها عام 1963 إلى المسرح الوطني دفعا قويا للتمثيل النسائي حيث لقبت بـ”زهرة المسرح الجزائري”.

### من أهم أعمالها المسرحية
| - بنادق الأم كرار - الاستثناء والقاعدة | - ممثل رغم أنفه - وردة حمراء | - من أجلي - الغولة | - سليمان اللك - احمرار الفجر |

## أواخر حياتها
كانت عند بلوغها التاسعة والتسعين من العمر، لا تغفل عن أي صغيرة ولا كبيرة، وتحصيها بالتواريخ والعناوين والأسماء.
في سنة 2016، عادت نورية قصدرلي، البالغة من العمر 95 عاما آنذاك، إلى عالم التمثيل والأضواء، بعد سنوات طويلة من الغياب، عبر فيلم«سامحني» للمخرج سيد علي بن سالم. تحدث الفيلم عن مشاكل الإرث في العائلة الجزائرية. وفي 19 مايو 2020، قامت وزيرة الثقافة مليكة بن دودة بزيارة بیت المرحومة خديجة قصدرلي.

## تكريمات
في 2011، كرّمها المسرح الوطني الجزائري بالتعاون مع مؤسسة التلفزيون الجزائري نظير عطائها في مجالي المسرح والدراما التلفزيونية على مدار 66 عاما، إذ تعدّ ثاني ممثلة تعتلي الخشبة في الجزائر بعد السيدة كلثوم التي توفيت في السنة المذكورة. وفي سنة 2012، كُرِّمت الفنانة في حفل الافتتاح لفعاليات الطبعة السادسة لمهرجان وهران للفيلم العربي بقصر المؤتمرات بوهران. وفي مارس 2017، كرمت الجمعية الفنية الثقافية «الألفية الثالثة»، بالجزائر العاصمة نورية قصدرلي  بمناسبة اليوم العالمي للمسرح الذي يصادف يوم 27 مارس من كل سنة. وفي 31 مايو 2017، أسدى رئيس الجمهورية عبد العزيز بوتفليقة وسام الاستحقاق الوطني الجزائري من مصف «عهيد» إلى الفنانة المذكورة.

## وفاتها
توفيت في 9 أغسطس 2020، في العاصمة الجزائر عن عمر ناهز 99 عامًا. وقد نعتها وزيرة الثقافة، مليكة بن دودة، «نودعك فنانتنا الْعَظِيمَة “نورية قصدرلي” بِقُلُوب واجفة وعيون دامِعة، وبكثِير من التَّأثُّر وَالأسى» و«كان العَوْدُ إليك من أعزِّ الْمُنَى، إلَّا أن خطوات المَنُون كانت أسرع لتختارك إِلى جِوار الصّدِّيقين والأوفياء».